# 阿斯蒂格
阿斯蒂格（法語：Astugue，法語發音：[astyɡ]）是法国上比利牛斯省的一个市镇，属于巴涅尔德比戈尔区。

## 地理
阿斯蒂格（43°5'34"N, 0°4'16"E）面积7.96 平方千米，位于法国奧克西塔尼大區上比利牛斯省，该省份为法国西南部内陆省份，北至热尔省，西接大西洋比利牛斯省，南与西班牙接壤，东临上加龙省。
与阿斯蒂格接壤的市镇（或旧市镇、城区）包括：奥兰克勒、拉巴塞尔、阿拉尤-拉伊特、卢克吕、蒙加亚尔、讷伊、奥桑埃昂格莱、特雷邦斯。

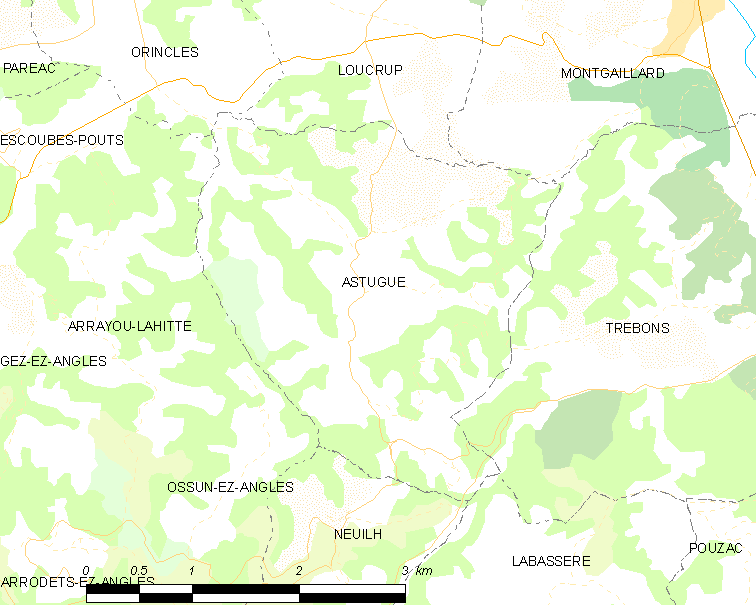
阿斯蒂格的OSM定位图

阿斯蒂格的时区为UTC+01:00、UTC+02:00（夏令时）。

## 行政
阿斯蒂格的邮政编码为65200，INSEE市镇编码为65043。

## 政治
阿斯蒂格所属的省级选区为上比戈尔县。

## 人口

1962-2008年间阿斯蒂格人口变化图示

阿斯蒂格于2022年1月1日时的人口数量为265人。